# スーパーデューパーマン
『スーパーデューパーマン』(Superduperman) とは、ハーヴェイ・カーツマンとウォーリー・ウッドによる風刺的なコミック作品。『MAD』第4号（1953年4・5月）に掲載された。スーパーヒーロー・キャラクターのスーパーマンとキャプテン・マーベルを風刺した本作は『MAD』誌の作風に強い影響を与え、それ以降の大幅な部数増加に寄与した。アラン・ムーアなどの作家は本作から影響を受けている。

## キャラクターとストーリー
本作のプロットは同時期の『スーパーマン』のひな型に沿っている。『デイリー・ダート』紙で原稿配達係の下っ端アシスタントを務める醜い小男クラーク・ベントは、毛嫌いされている女性ロイス・ペーンに言い寄るが不首尾に終わる。その一方で、市街には謎の怪物が出没している。ベントがスーパーデューパーマンの衣装に着替えてさっそうと現れると、怪物の正体は少年記者ビリー・スパフォンが変身するキャプテン・マーブルズだった。マーブルズはスーパーパワーを私利私欲のために使うことに決めたと語る。力では敵わないスーパーデューパーマンは、マーブルズに自分を殴らせるように仕向けて倒す。活躍がペーンの心を動かすことを期待して真の姿を明かしたベントだったがやはり拒絶され、「キモ男はどうしたってキモ男だってことさ！」という辛辣なナレーションが最後を締めくくる。
カーツマンの原作はスーパーヒーローの仰ぎ見られるイメージを逆転させている。クラーク・ベントはX線透視能力で女性用トイレを覗き、キャプテン・マーブルズは金銭欲から悪に手を染める。二人が対立するのは、元キャラクターの版元の間で争われた著作権訴訟のパロディでもある。

## 反響
『MAD』誌は第4号までEC社の有力タイトルではなかったが、「スーパーデューパーマン」によって同誌の作品形式が一変されたことで部数が大きく成長した。ロバート・ピーターセンは著作 Comics, Manga, and Graphic Novels: A History of Graphic Narratives の中で「1953年4月、『MAD』誌にスーパーマンのパロディ「スーパーデューパーマン」が掲載された。同作が生み出した新しい様式は発刊間もない『MAD』の人気を飛躍させることになった」としている。
ピーターセンは以下のようにも書いている。「スーパーデューパーマンはコミックジャンル全体を風刺するというより、誰もが知っている特定のコミックキャラクターをやり玉に挙げるものだった」スーパーマンの著作権を保有するナショナル（DCコミックスの前身）はパロディに訴訟で応じる意向を示した。このときECとナショナルは同じ弁護士に顧問を委託しており、その人物はEC社主ウィリアム・ゲインズにパロディ作品の刊行をやめるよう助言した。ゲインズの心は傾いたが、『MAD』編集長カーツマンが自身と同誌の出版権を裏付ける判例を見つけだした。ゲインズは判例文の著者を雇ってECの主張を裏付ける弁論趣意書を作成させた。しかし顧問弁護士はこれに同意せずナショナル側に付いた。ゲインズは第3の弁護士に助言を求め、単に脅しを無視してパロディ作品の刊行を続けるように言われた。結局ナショナルが訴訟を起こすことはなく、この件が一応の法的保障となってカーツマンの編集方針を固めさせ、『MAD』誌のユーモアを支えていった。
キャラクターとしてのスーパーデューパーマンは『MAD』第4号の8ページ作品でデビューした後に、ポパイのパロディ「プーパイ」（同誌第21号）にカメオ出演した。1968年に『MAD』誌とDCコミックスは同じ企業グループに属することになったが、同誌はそれ以降も映画シリーズ『スーパーマン』のパロディを刊行し続けた。「スーパーデューパーマン」（第208号、1979年7月）、「スーパーデューパーマンII」（第226号、1981年10月）、「ステューパーマン ZZZ」（第243号、1983年12月）である。

## 影響
本作はアラン・ムーアの『ウォッチメン』に影響を与えた作品の一つである。ムーアは「スーパーデューパーマンを180度転回させようとした。喜劇的から劇的にね」と述べており、作画の上でも影響があったという。「ウォーリー・ウッドが「スーパーデューパーマン」で見せたスタイルで行こうとしていたのかもしれない。なんというか、スーパーヒーローっぽさ、ディテールの密度、影の多用なんかの特徴的なスタイルだ」ムーアは『スーパーフォークス』（1977年の小説）が初期作品『マーベルマン』などに与えた影響について訊かれた際にも「やっぱりハーヴェイ・カーツマンの「スーパーデューパーマン」からの影響が根底にあったと思うね」と答えている。Kimota! the Miracleman Companion ではやや詳しく次のように述べている。
本作はアイオワ州モーニングサイドカレッジの哲学名誉教授ジョン・シェルトン・ローレンスにも影響を与えている。スーパーヒーローに親しんでいた子供のころ、本作を読んで超常的な力を持つ者への懐疑を抱いたことがローレンスの原点の一つだったという。後にローレンスはロバート・ジュワートとともに「世界の中で正義を体現しようとするアメリカの姿勢が、超能力を正しく使って力なき人々を救う無私の聖戦士という物語の投影」だという疑念を提起している。このアイデアは二人の共著『アメリカン・モノミス』（1977年）、『アメリカン・スーパーヒーローの神話』（2002年）、『キャプテン・アメリカと悪との聖戦：熱狂的ナショナリズムのジレンマ』（2003年）で詳述されている。
作家・映像作家ドナルド・F・グラットは1963年に「スーパーデューパーマン」のファンムービーを制作している。